# Mogpog
Mogpog est une municipalité de la province de Marinduque, aux Philippines.